# Agunaix lacrumans
Agunaix lacrumans är en fjärilsart som beskrevs av William Schaus 1898. Agunaix lacrumans ingår i släktet Agunaix och familjen björnspinnare. Inga underarter finns listade i Catalogue of Life.